# نانجینگ
نانجینگ (یا نانکینگ) (به چینی: 南京) (پین‌یین: Nánjīng) پایتخت استان جیانگسو در چین و شهری با اهمیت بسیار در تاریخ و فرهنگ چین است. نانجینگ در دوره‌های مختلف تاریخی پایتخت چین بوده است و به عنوان یکی از «چهار پایتخت باستانی بزرگ چین» شمرده می‌شود. جمهوری چین، که تنها تایوان و جزیره‌های اطراف آن را کنترل می‌کند، آن را به عنوان پایتخت رسمی خود به رسمیت می‌شناسد.
این شهر در منطقه اقتصادی دلتای رود یانگ تسه بنا شده است و همیشه یکی از مهم‌ترین شهرهای چین بوده است. جدا از این که در طول شش سلسله پایتخت چین بوده است در ضمن در طول تاریخ به عنوان یکی از مراکز ملی تحصیلات، تحقیق، ترابری و گردشگری بوده است.
در منطقه چین شرقی این شهر از لحاظ مرکزیت تجاری دوم است و تنها شانگهای از آن بالاتر است.
جیانگ هوکون شهردار کنونی این شهر است و لو ژیژون دبیر کمیته نانجینگ حزب کمونیست چین است. مجموعاً بیش از هشت میلیون نفر در این شهر زندگی می‌کنند و ۶۵۹۸ کیلومتر مربع وسعت دارد. کد تلفن منطقه‌ای آن ۲۵ است.

## کشتار نانجینگ
در ۹ دسامبر ۱۹۳۷، ارتش سلطنتی ژاپن این شهر را که در گذشته پایتخت جمهوری چین بوده اشغال می‌کند و در طی شش هفته، صدها هزار نفر از اهالی شهر را می‌کشد و بین بیست تا هشتاد هزار زن را مورد تجاوز جنسی قرار می‌دهد.

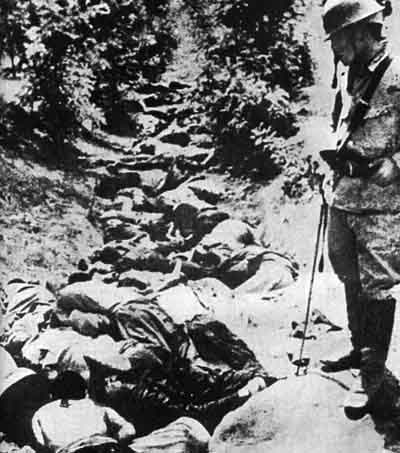
نظامی ژاپنی در کنار اجساد غیرنظامیان چینی قتل‌عام‌شده در نانکینگ